# HMS Leven
HMS Leven – brytyjski niszczyciel zbudowany w Fairfield Shipbuilding and Engineering Company, Govan w latach 1898-1899. Wodowany 28 czerwca 1899 roku, wszedł do służby w Royal Navy 31 maja 1899 roku.

## Służba
W 1912 roku okręt został zaklasyfikowany do typu C. W Okresie I wojny światowej okręt był przydzielony do 6th Destroyer Flotilla w Dover. Brał udział w patrolowaniu The Dover Barrage Cieśniny Kaletańskiej, konwojowaniu statków handlowych oraz operacjach morskich u wybrzeży Belgii. 26 stycznia 1918 roku, w czasie patrolowania The Dover Barrage, HMS „Leven” zauważył peryskop niemieckiego okrętu podwodnego SM UB-35, który zaatakował zrzucając na niego bomby głębinowe. W wyniku ataku przeżył tylko jeden członek załogi, który zmarł w czasie podróży niszczyciela do portu w Dover.
Po zakończeniu wojny, na początku 1919 roku, został przeniesiony do rezerwy. 14 września został sprzedany firmie Hayes w Porthcawl i zezłomowany.